# Кипруто, Силас
Силас Кипруто — кенийский бегун на длинные дистанции. На чемпионате мира по полумарафону 2010 года занял 1-е место в командном зачёте, и 4-е место в личном первенстве.  На мемориале Фанни Бланкерс-Кун 2008 года занял 8-е место на дистанции 10 000 метров. В 2009 году занял 5-е место на гран-при Риети в беге на 3000 метров.

## Сезон 2014 года
16 марта занял 2-е место на Лиссабонском марафоне с результатом 1:00.17.